# Клуб полуночников (телесериал)
«Клуб полуночников» (англ. The Midnight Club) — американский сериал в жанре ужасов с элементами мистического триллера, снятый Майклом Флэнаганом для стримингового сервиса Netflix. Флэнаган стал его шоураннером и вместе с Тревором Мейси — исполнительным продюсером. Это адаптация подросткового романа Кристофера Пайка «Клуб полуночников», но в него входят ещё несколько произведений Пайка. Премьера сериала, который состоит из 10 эпизодов, состоялась 7 октября 2022 года.
1 декабря 2022 года телесериал был закрыт после первого сезона.

## Сюжет
Группа из семи неизлечимо больных молодых людей проживает в домашнем хосписе, которым управляет загадочный врач. Они встречаются в полночь каждую ночь,
заключают договор, что тот, кто первым поддастся их болезни, несёт ответственность за общение с другими за пределами могилы. После того, как один из них умирает, начинаются странные происшествия.

## В ролях

### В главных ролях
- Иман Бенсон
- Адия
- Игби Ригни
- Рут Кодд
- Ая Фурукава
- Аннара Симон
- Уильям Крис Самптер
- Сауриян Сапкота
- Хизер Лангенкамп в роли загадочного врача, руководящего хосписом для подростков.

### Роли второго плана
- Зак Гилфорд[5]
- Мэтт Бидель[6]
- Саманта Слоян[6]
- Ларсен Томпсон
- Уильям Б. Дэвис
- Кристалл Балинт
- Патрисия Дрейк

## Список эпизодов
| №  | Название                              | Режиссёр                      | Автор сценария                          | Дата премьеры  |
| -- | ------------------------------------- | ----------------------------- | --------------------------------------- | -------------- |
| 1  | «Последняя глава» «The Final Chapter» | Майк Флэнаган                 | Майк Флэнаган и Ли Фонг                 | 7 октября 2022 |
| 2  | «Две Даны» «The Two Danas»            | Киаран Фой                    | Майк Флэнаган, Ли Фонг и Джулия Бикнелл | 7 октября 2022 |
| 3  | «Жестокое сердце» «The Wicked Heart»  | Майкл Фимоньяри               | Элан Гейл и Майк Флэнаган               | 7 октября 2022 |
| 4  | «Поцелуй меня» «Gimme a Kiss»         | Майкл Фимоньяри               | Джейми Флэнаган и Майк Флэнаган         | 7 октября 2022 |
| 5  | «Увидимся позже» «See You Later»      | Эммануэль Осей-Куффур младший | Майк Флэнаган и Джулия Бикнелл          | 7 октября 2022 |
| 6  | «Ведьма» «Witch»                      | Аксель Кэролайн               | Майк Флэнаган и Чинака Ходж             | 7 октября 2022 |
| 7  | «Аня» «Anya»                          | Аксель Кэролайн               | Джейми Флэнаган                         | 7 октября 2022 |
| 8  | «Дорога в никуда» «Road to Nowhere»   | Вьет Нгуен                    | Майк Флэнаган и Джулия Бикнелл          | 7 октября 2022 |
| 9  | «Вечный враг» «The Eternal Enemy»     | Вьет Нгуен                    | Майк Флэнаган и Элан Гейл               | 7 октября 2022 |
| 10 | «Полночь» «Midnight»                  | Морган Беггс                  | Майк Флэнаган и Ли Фонг                 | 7 октября 2022 |

## Производство
В мае 2020 года было объявлено, что для Netflix будет снята адаптация романа Кристофера Пайка «Клуб полуночников».

### Актёрский состав
Фланеган подтвердил актёрский состав в Твиттере : Адия, Игби Ригни, Рут Кодд, Ая Фурукава, Аннара Шепард, Уильям Крис Самптер, Сауриан Сапкота в качестве основного состава и Хизер Лангенкамп в роли врача, руководящего хосписом для неизлечимо больных. Зак Гилфорд и Мэтт Бидел, а также постоянная соратница Фланегана Саманта Слоян появится в эпизодических ролях. В апреле 2021 года к актёрскому составу присоединились: Иман Бенсон, Ларсен Томпсон, Уильям Б. Дэвис, Кристал Балинт и Патриция Драк.

### Съёмки
Съёмки начались 15 марта в Бернаби, Канада, и должны были завершиться 8 сентября 2021 года, но фактически завершились 10 сентября. Режиссёром первых двух эпизодов сериала является Фланеган, а над другими эпизодами сезона работали режиссёры: Аксель Кэролин, Эммануэль Осей-Куфур, Майкл Фимоньяри, Морган Беггс и Вьет Нгуен.